# Újezdec (Prachatice)
Újezdec é uma comuna checa localizada na região da Boêmia do Sul, distrito de Prachatice.